# Lukanien

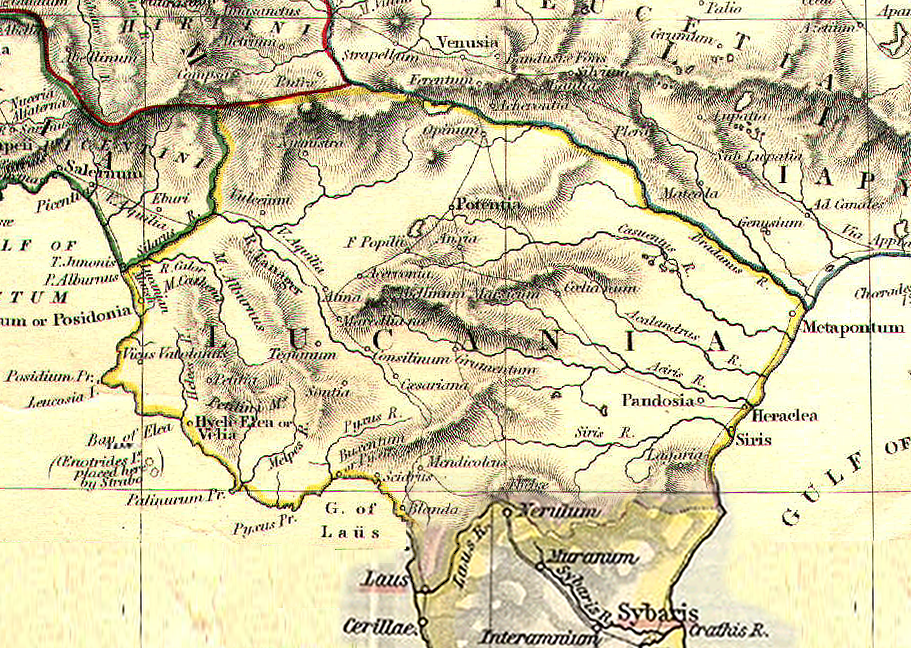
Die Landschaft Lukanien zur Römerzeit (nach William R. Shepherd: The Historical Atlas, 1911)

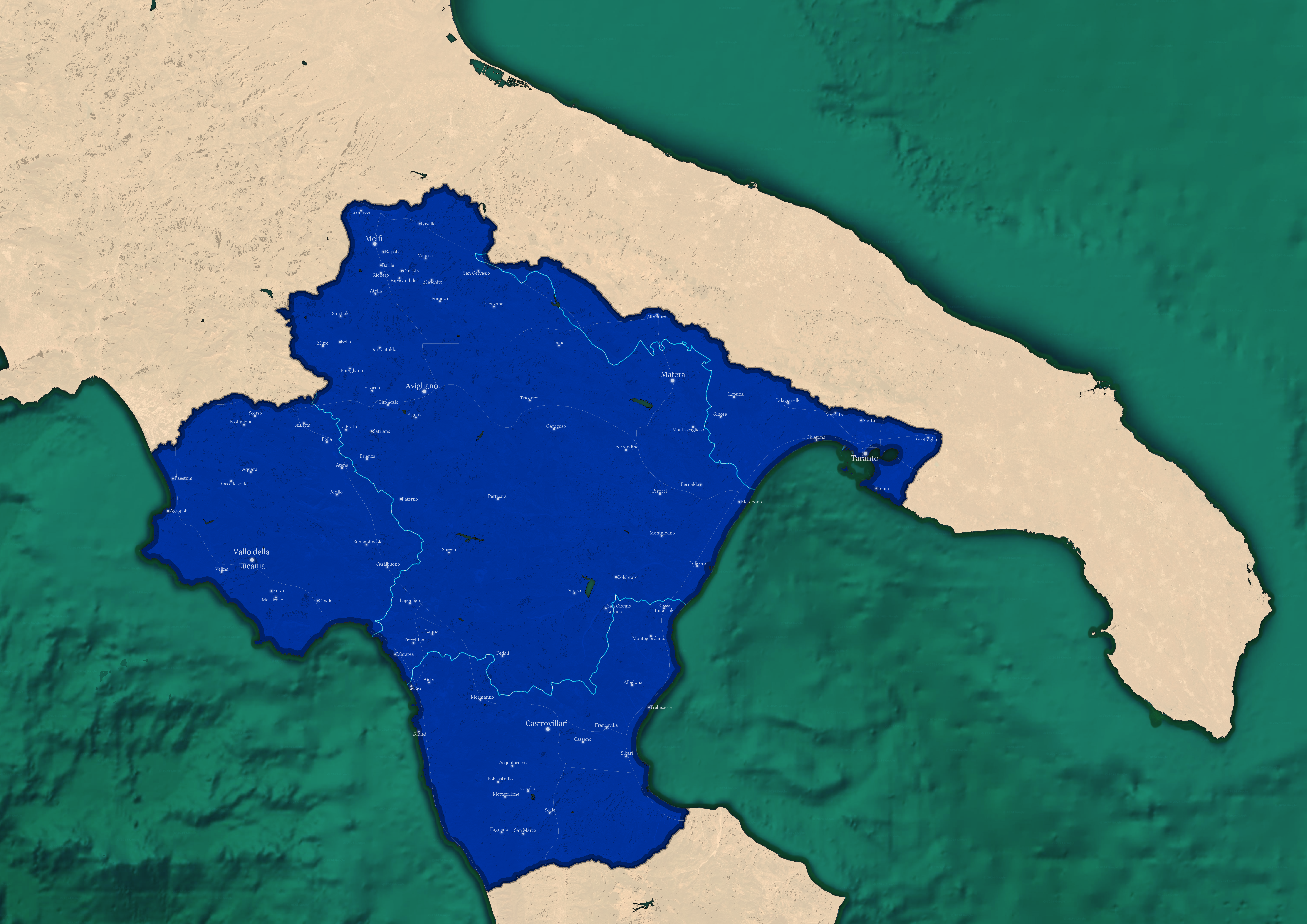
Die Landschaft Lukanien zur Römerzeit (nach Naturalis Historia)

Lukanien (lateinisch und italienisch: Lucania) ist eine historische Landschaft im Süden Italiens.
Benannt wurde die Landschaft im 3. Jahrhundert v. Chr. nach dem italischen (oskischen) Volk der Lukaner.

## Name und Lage
Lukanien war umgeben vom Tyrrhenischen Meer im Westen, dem Golf von Tarent im Osten, den Landschaften Campania, Samnium und Apulia im Norden sowie der Landschaft Bruttium, dem heutigen Kalabrien, im Süden.
Die Grenze gegen Campania verlief am Fluss Sele (lateinisch: Silarus), sodass der Großteil der heutigen kampanischen Provinz Salerno, insbesondere die Landschaft Cilento, zu Lukanien gehörte. Nordostwärts reichte Lukanien bis zum Fluss Bradanus.
Das Gebiet deckt sich somit im Kern mit der heutigen Region Basilicata.
Als regionale Benennung bekam „Lucania“ im Hochmittelalter, nach der Normannischen Eroberung Süditaliens, Konkurrenz durch „Basilicata“, den Namen einer Verwaltungseinheit, aus der die heutige Region Basilicata hervorging.

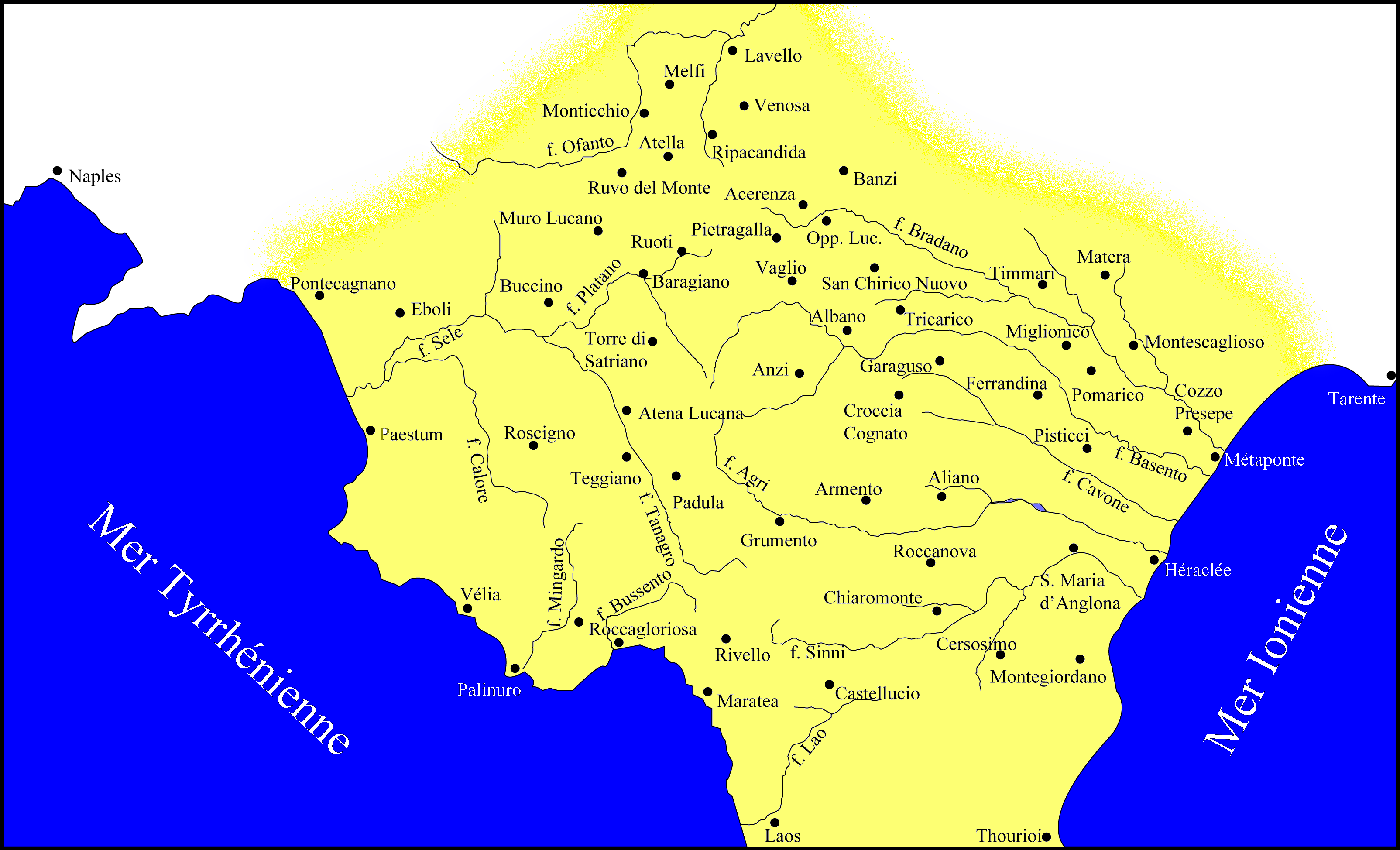
Wichtige Orte in Lukanien

## Bilder

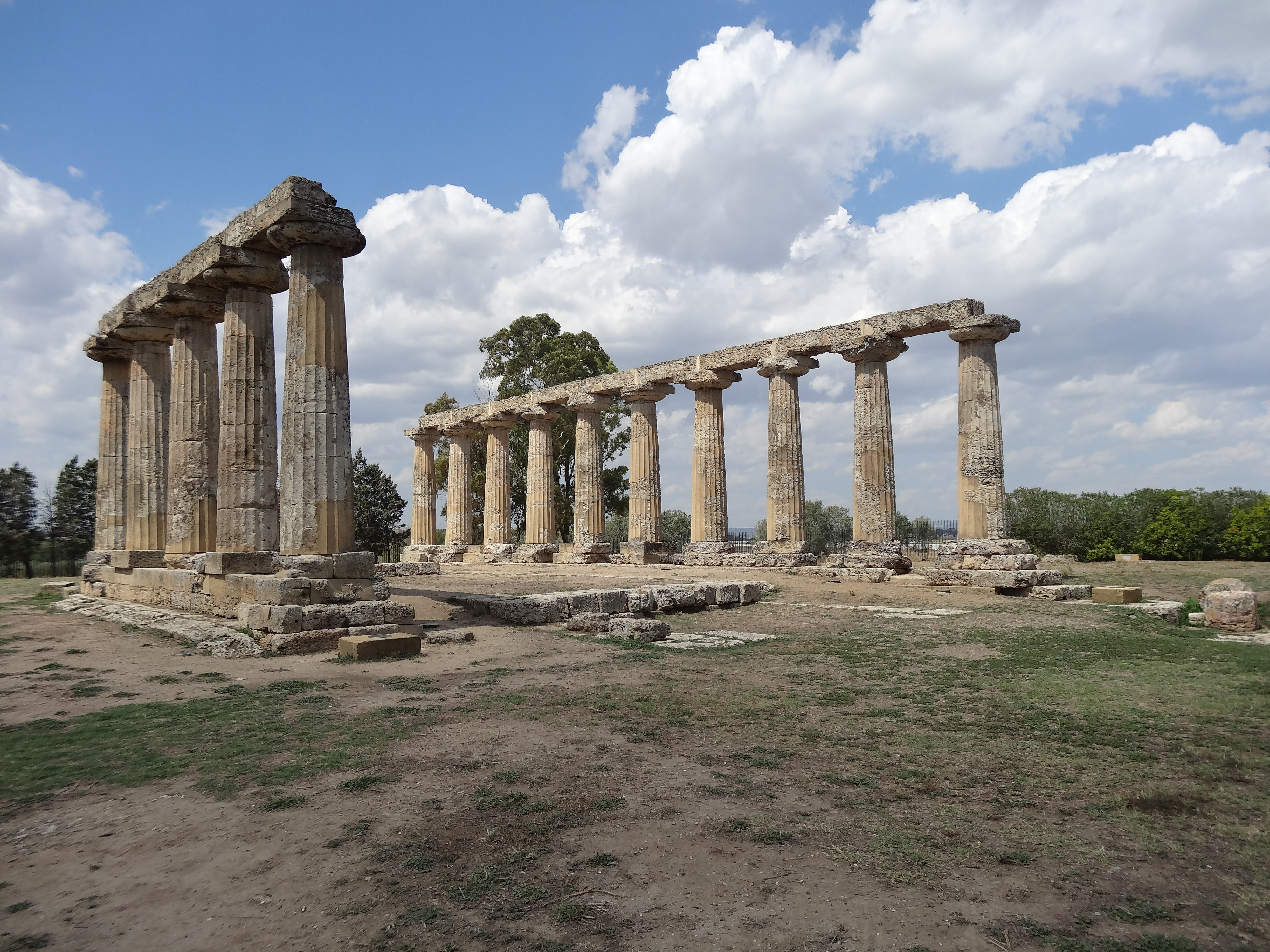
Metapont
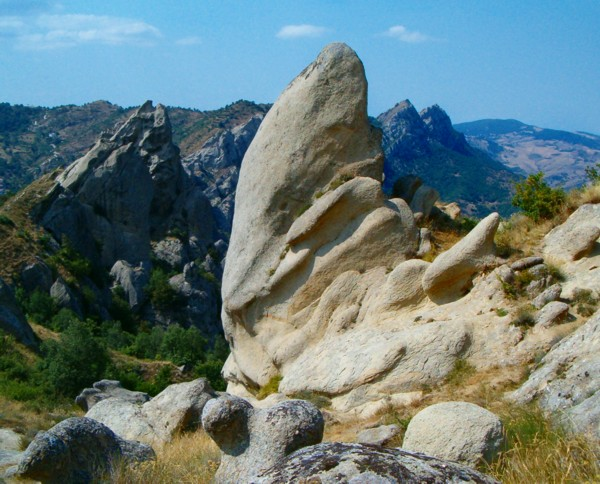
„Dolomiti Lucane“
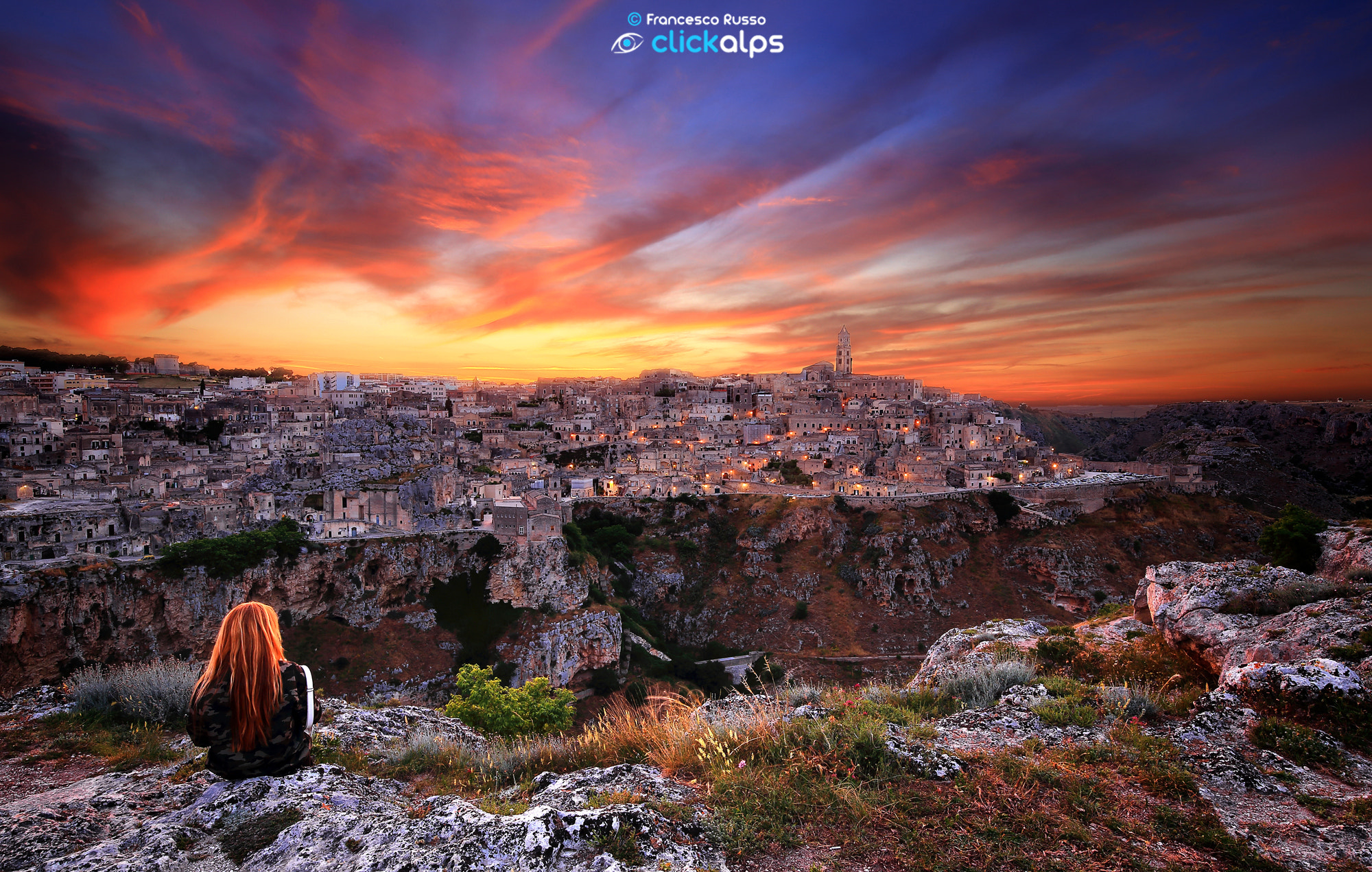
Matera
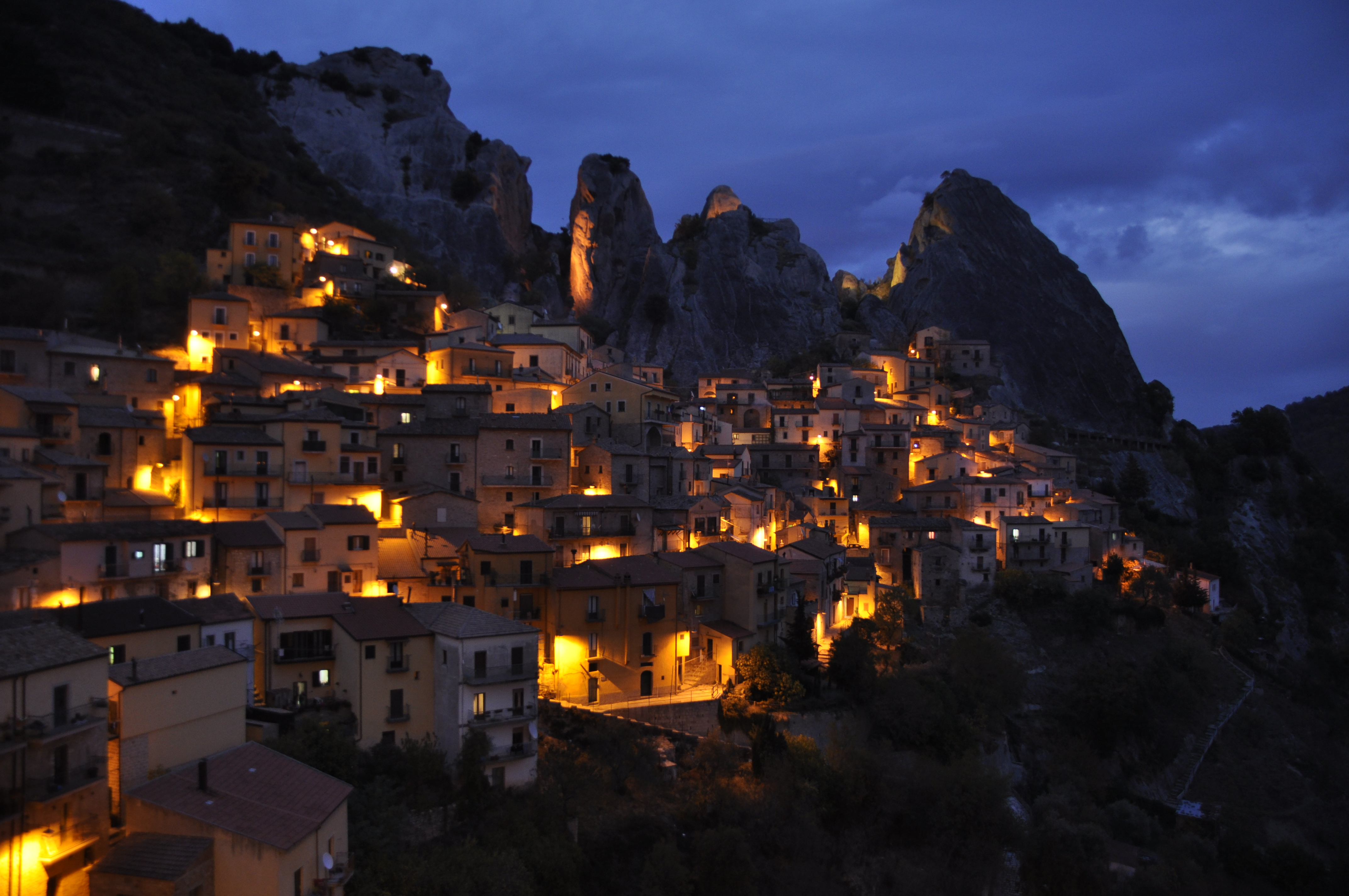
Castelmezzano